# Colibrí calçat pitnegre
El colibrí calçat pitnegre (Eriocnemis nigrivestis) és una espècie d'ocell de la família dels troquílids (Trochilidae) que habita el nord-oest de l'Equador.